# 文朗县
文朗县（越南语：／）是越南谅山省下辖的一个县。面积563.30平方公里，2018年总人口54800人。

## 地理
文朗县东接中国广西壮族自治区，北接长定县，西接平嘉县，南接文关县和高禄县。

## 历史
阮朝时，文朗县分属谅山省长定府文渊州和脱朗州。
1948年3月25日，北越政府改州为县，文渊州改为文渊县，脱朗州改为脱朗县。
1964年12月16日，文渊县和脱朗县合并为文朗县。
2019年11月21日，南罗社并入会欢社，撤销新朗社、冲贯社和新越社3社，新朗社、冲贯社和新越社部分区域与安雄社合并为北雄社，新朗社部分区域、冲贯社剩余部分和新越社剩余部分合并为北越社，新朗社剩余部分与黄越社部分区域并入那岑市镇。

## 行政区划
文朗县下辖1市镇16社，县莅那岑市镇。
- 那岑市镇（Thị trấn Na Sầm）
- 北雄社（Xã Bắc Hùng）
- 北罗社（Xã Bắc La）
- 北越社（Xã Bắc Việt）
- 嘉勉社（Xã Gia Miễn）
- 黄文树社（Xã Hoàng Văn Thụ）
- 黄越社（Xã Hoàng Việt）
- 会欢社（Xã Hội Hoan）
- 鸿泰社（Xã Hồng Thái）
- 乐奇社（Xã Nhạc Kỳ）
- 新美社（Xã Tân Mỹ）
- 新索社（Xã Tân Tác）
- 新清社（Xã Tân Thanh）
- 成和社（Xã Thành Hòa）
- 清隆社（Xã Thanh Long）
- 瑞雄社（Xã Thụy Hùng）
- 冲庆社（Xã Trùng Khánh）